# Jiang Yonghua
En aquest nom xinès, el cognom és Jiang.
Jiang Yonghua (xinès tradicional: 江永華, xinès simplificat: 江永华, pinyin: Jiāng Yǒnghuá, Jixi, Heilongjiang, 12 de novembre de 1986) és una ciclista xinesa, especialista en el ciclisme en pista. Medallista als Jocs Olímpics d'Atenes, també ha guanyat una medalla al Campionat del món de 500 metres contrarellotge.

## Palmarès
- 2002
  - Medalla d'or als Jocs Asiàtics de Busan en 500 metres contrarellotge
  - Campiona d'Àsia en 500 metres
- 2004
  -  Medalla de plata als Jocs Olímpics d'Atenes en 500 metres contrarellotge
  - Campiona d'Àsia en 500 metres
  - Campiona d'Àsia en Velocitat

### Resultats a laCopa del Món
- 2002
  - 1a a la Classificació general i a la prova de Kunming, en 500 m.